# Élections départementales de 2022 en république du Congo
Les élections départementales congolaises de 2022 se tiennent le 10 juillet 2022, en même temps que les élections législatives et les élections municipales.

## Système électoral
Les conseils départementaux sont pourvus pour cinq ans au scrutin proportionnel plurinominal de liste, sans panachage ni vote préférentiel, selon la méthode dite du plus fort reste,.